# 柏林森林劇場

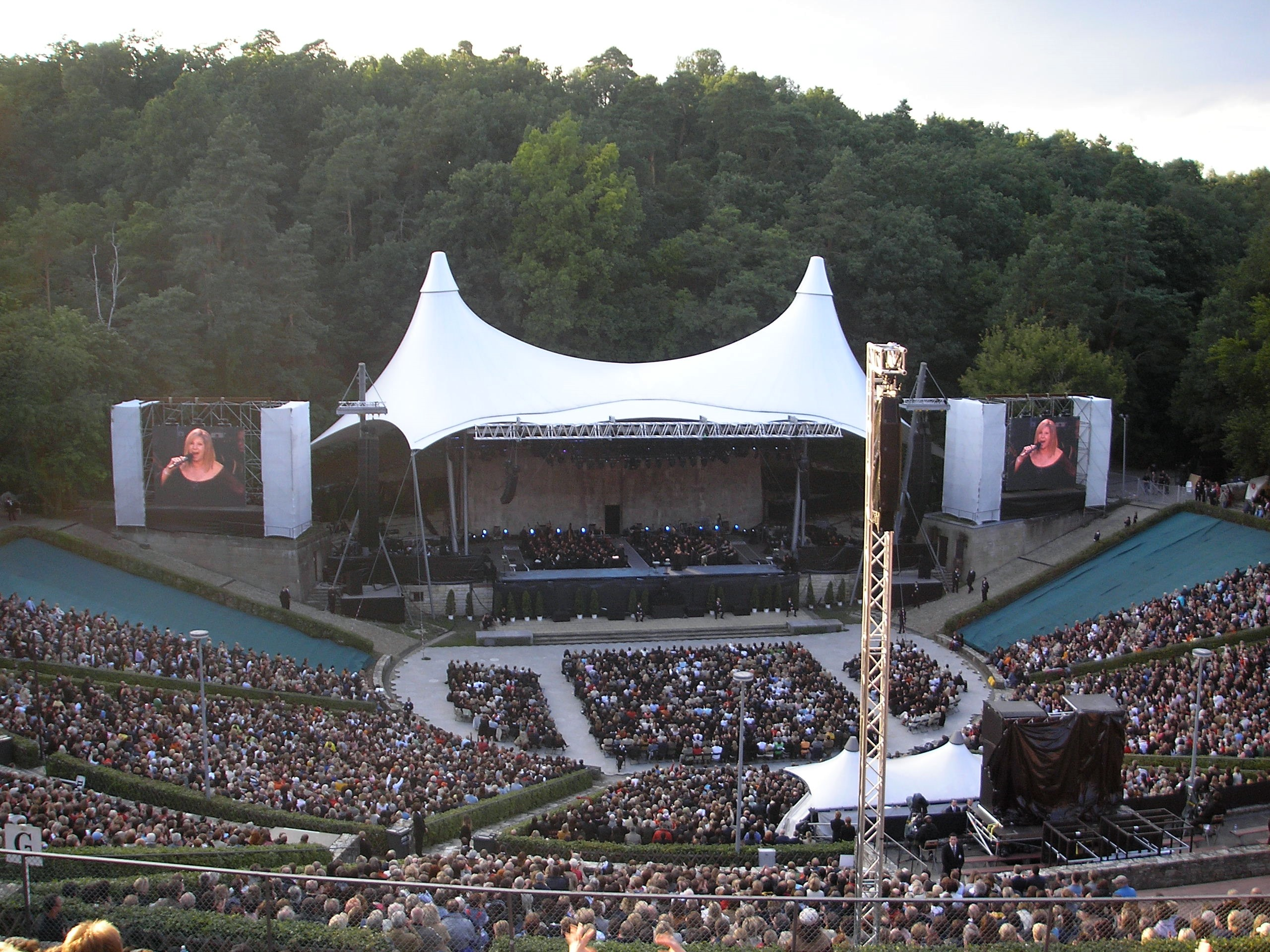
芭芭拉·史翠珊於2007年夏在柏林森林劇場舉行音樂會

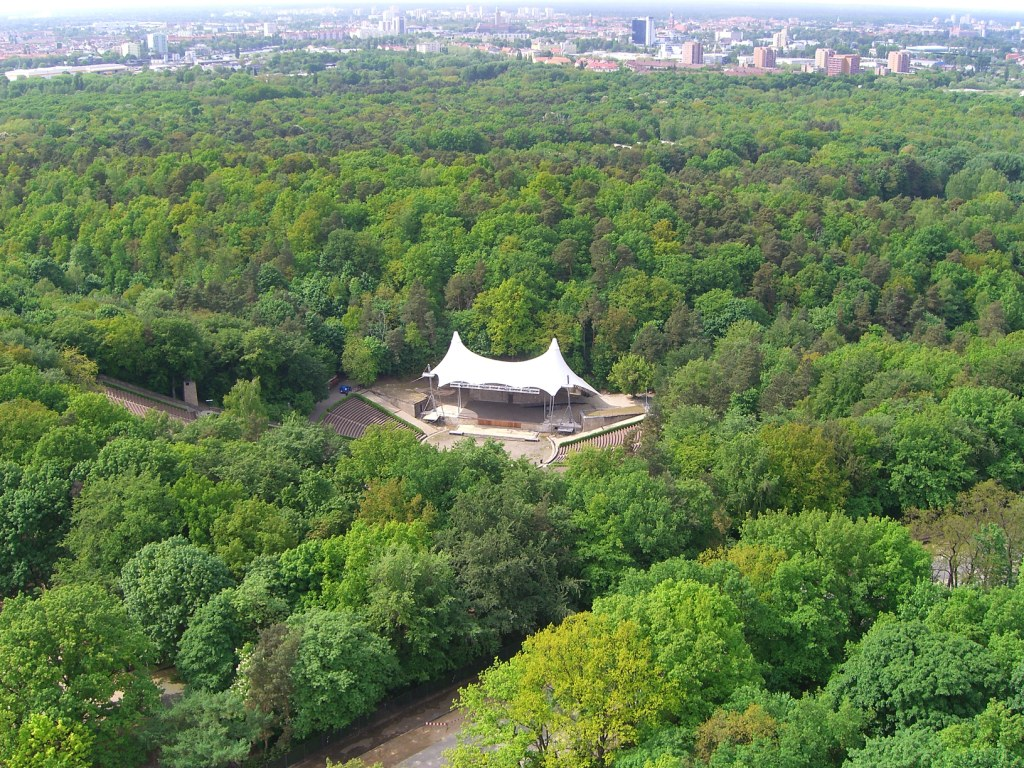
由鄰近的奧林匹亞公園鐘樓俯望柏林森林劇場

柏林森林劇場（德文：Waldbühne, Berliner，音譯：溫布尼），是一個樹林中的露天劇場，座落在德國柏林西部的夏洛滕堡-維爾默斯多夫區Westend分區，奧林匹亞公園（德文：Olympiageländes, 英文：Olympiapark）的西端，是一個舉行古典、流行或搖滾等各式室外音樂會或電影放映的國際知名場地，由建築師維納·瑪赫在1934至1936年間為柏林奧運而興建，在纳粹德国年代稱為：迪特里希·埃卡特露天劇場。
1982年起，舞台上裝設有一個巨大的白色雙尖塔型頂棚。
1984年起，柏林愛樂交響樂團每年夏季都會在此舉行柏林森林音樂會，並已形成音樂節傳統。

## 外部連結
- 柏林森林劇場營運者的網站（德文、英文） （页面存档备份，存于）
- 柏林網站上對森林劇場的介紹（德文） （页面存档备份，存于）
- A stage in the woods（英文）[永久]

## 附註與參考資料
52°30′57.3″N 13°13′44.4″E / 52.515917°N 13.229000°E